# Elecciones municipales de Cuba de 2007
Las elecciones municipales de Cuba de 2007 se celebraron el domingo 21, domingo 28 y miércoles 31 de octubre de dicho año para elegir 15.236 delegados a las Asambleas Municipales del Poder Popular. Estas elecciones fueron de importancia nacional debido a que son las únicas elecciones directas en el sistema político cubano, dado que las asambleas municipales y provinciales eligen a la mitad de los miembros de la Asamblea Nacional del Poder Popular, que elige al Presidente de Cuba. Por lo tanto, esta elección determinaría indirectamente si Fidel Castro se mantenía en el poder o el entonces vicepresidente y presidente interino Raúl Castro asumiría el cargo de su hermano.

## Resultados
De acuerdo a los resultados oficiales, la participación alcanzó el 96,49%. De todos los votos emitidos, el 3,93% estaba en blanco, el 3,08% correspondía a votos nulos y el 92,99% eran votos válidos. 12.208 delegados municipales fueron elegidos en las 15.236 circunscripciones electorales del país en la primera ronda, y otros 3,028 fueron elegidos en una segunda ronda el 28 de octubre. Sin embargo, cuatro delegados fueron elegidos recién en una tercera ronda el 31 de octubre.
4.159 de los delegados electos (27,30%) son mujeres, y 2,582 (16,95%) tenían entre 16 y 35 años; 6.406 delegados fueron reelectos.
Los resultados de participación y distribución de delegados por provincia se resume en la siguiente tabla:
| Provincia           | Participación | Delegados electos |
| ------------------- | ------------- | ----------------- |
| Pinar del Río       | 96,5%         | 1296              |
| La Habana           | 99,5%         | 1120              |
| Ciudad de La Habana | 94,5%         | 1599              |
| Matanzas            | 97,3%         | 942               |
| Villa Clara         | 97,5%         | 1360              |
| Cienfuegos          | 97,8%         | 625               |
| Sancti Spíritus     | 96,7%         | 735               |
| Ciego de Ávila      | 97,1%         | 689               |
| Camagüey            | 95,7%         | 1010              |
| Las Tunas           | 97,3%         | 805               |
| Holguín             | 96,1%         | 1495              |
| Granma              | 97,0%         | 1298              |
| Santiago de Cuba    | 96,4%         | 1363              |
| Guantánamo          | 97,2%         | 812               |
| Isla de la Juventud | 93,8%         | 87                |
| Total               | 96,5%         | 15 236            |